# Noli me tangere (Jerónimo Cósida)
Noli me tangere es un cuadro del pintor Jerónimo Cósida, realizado en 1570, que se encuentra en el Museo del Prado. Procede de la Colección Real (colección Isabel de Farnesio, Palacio de La Granja de San Ildefonso, Segovia), adquisición con la que la reina demostró el aprecio por la obra del pintor aragonés.

## El tema
El tema está extraído del episodio bíblico de la resurrección de Jesús según el Evangelio de Juan.

## Descripción de la obra
Al visitar la tumba de Jesús, varias mujeres encabezadas por María Magdalena se la encuentran vacía, por lo que al cruzarse esta con quien cree es el jardinero le pregunta dónde ha llevado el cuerpo de Cristo. Entonces Jesús se identifica, momento en el que María se agarra a Jesús, quién mientras con su mano derecha bendice, dice la célebre frase: “No me toques (o detengas)”. Como otros autores, Cósida pone en manos de Jesús una herramienta, en este caso un rastrillo, como Tiziano y Botticelli pusieron una azada.
Al fondo se percibe la tumba de Cristo vacía con dos ángeles custodiándola, el Calvario con las cruces de la ejecución de Jesús y la ciudad de Jerusalén al final del cuadro. Su pincelada es muy detallista, propia de un pintor que practicaba la miniatura y el dibujo.